# Мругач, Ян
Ян Мругач (пол. Jan Mrugacz; 6 марта 1915 — 11 июля 2002) — польский католический священник, капеллан Войска Польского, полковник.

## Биография
Рукоположен 7 января 1937 года. С 1944 года на службе в Народном Войске польском, капеллан сначала 4-й сапёрной бригады 2-й армии, а затем 1-й Варшавской пехотной дивизии в Легионово (с 1947 года). Священник гарнизонного военного-гражданского прихода святого Иосифа Обручника Пресвятой Девы Марии в Легионове до 1983 года. Активный общественный деятель, член Общественного комитета по строительству стадиона футбольного клуба «Легионовия», построенного в 1964 году. В 1952 году произведён в майоры, позже в полковники. В отставке — почётный капеллан Инженерных войск и Союза Тихотёмных солдат Войска Польского. В звании полковника — заместитель декана.
Скончался 11 июля 2002 года. Отпет 17 июля в Соборе Пресвятой Девы Марии Королевы Польши на Длугой улице. Похоронен на Воинских Повонзках. Именем ксёндза полковника Мругача названа улица в Легионове.

## Награды
- Офицер Ордена Возрождения Польши (19 июля 1954, награждён Государственным советом ПНР «к 10-летию Народной Польши за заслуги в общественной деятельности»)[5]
- Кавалер Золотого Креста Заслуг (22 июля 1952, награждён по указу президента Болеслава Берута «за общественную деятельность»)[6]
- Почётный гражданин Легионова (29 апреля 1998)